# Simon Janczewski
Simon Janczewski (né le 26 janvier 1926  à Reims dans la Marne et décédé le 5 janvier 1989 à Pessac) est un joueur de football français, qui évoluait au poste d'arrière droit.

## Biographie
Zygmunt Janczewski joue en faveur du FC Sochaux puis des Girondins de Bordeaux.
Il dispute 214 matchs en Division 1, et 35 matchs en Division 2, pour un but marqué.

## Palmarès
| FC Sochaux-Montbéliard - Championnat de France : - Vice-champion : 1952-53. - Coupe Charles Drago (1) : - Vainqueur : 1953. |  | Girondins de Bordeaux - Coupe de France : - Finaliste : 1954-55. |